# Агаронян, Манвел Ашотович
Манвел Ашотович Агаронян (30 ноября 1997 года, Воскетас, Армения) — российский и армянский футболист клуба «Луки-Энергия».

## Карьера
Воспитанник «СКА-Хабаровска». За основной состав «армейцев» провел один матч в ФНЛ. Некоторое время выступал за ряд команд второго дивизиона. В январе 2022 года стало известно, что ради продолжения карьеры в родной Армении Агаронян покинул «Луки-Энергию», за которые он играл с 2019 года. Он подписал контракт с клубом Премьер-Лиги «Алашкерт». Дебютировал в элите футболист в последнем туре чемпионата — 28 мая в игре против «Пюника» (1:1): на 67-й минуте Агаронян вышел на замену вместо Артака Едигаряна.